# Anarchisté proti zdi

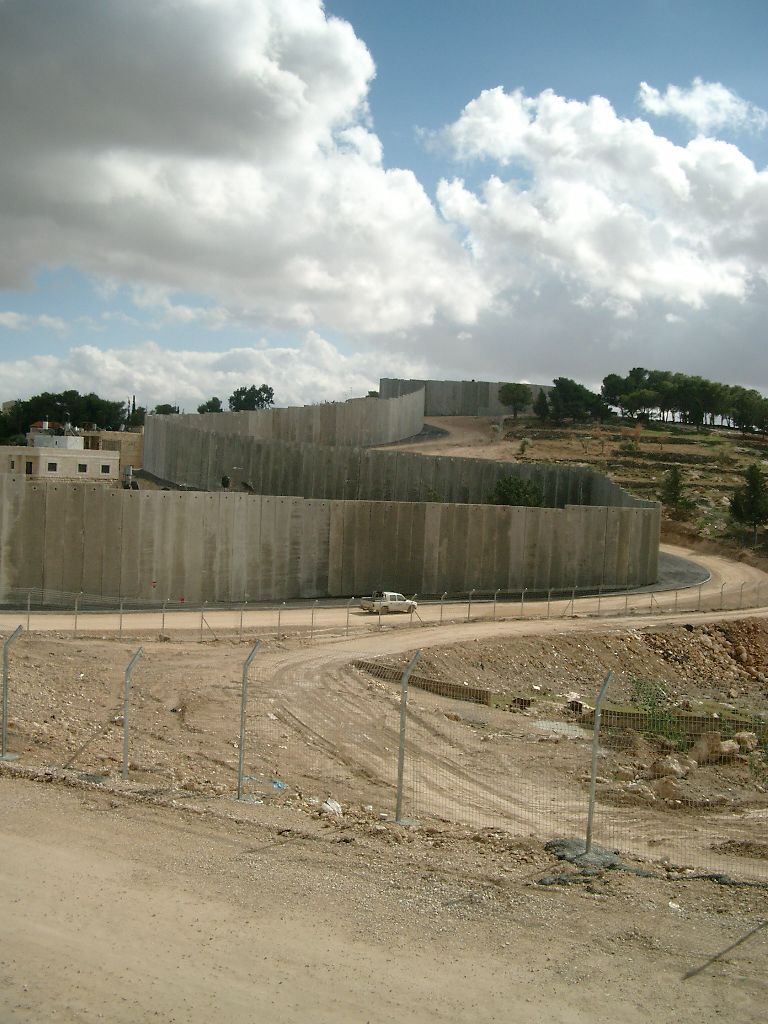
Izraelská bezpečnostní bariéra

Anarchisté proti zdi (anglicky: Anarchists Against the Wall, AATW) je izraelská anarchistická skupina, jež vznikla v roce 2003 jako odpověď na vznik izraelské bezpečnostní bariéry, kterou Izrael staví na hranici mezi západním břehem Jordánu a Izraelem. Skupina pracuje v kooperaci s palestinskými Araby na společném nenásilném boji proti okupaci. Od svého vzniku se skupina podílela na stovkách demonstrací a přímých akcích nejen proti zdi, ale obecně proti okupaci, všude na území Západního břehu. Všechna práce skupiny na území Palestinské autonomie je koordinována skrze místní lidové výbory jednotlivých vesnic a je v podstavě vedena palestinskými Araby.

## Historie
V dubnu 2003, tři roky od druhé intifády, založila Anarchisty proti zdi malá skupina povětšinou izraelských anarchistických aktivistů, která již dělala různou politickou práci na okupovaných územích. Skupina byla ustavena při formování protestního stanu ve vesnici Mas'ha, kam se přibližovala bezpečnostní bariéra, která měla zabrat 96 % vesnické půdy ve prospěch Izraele.

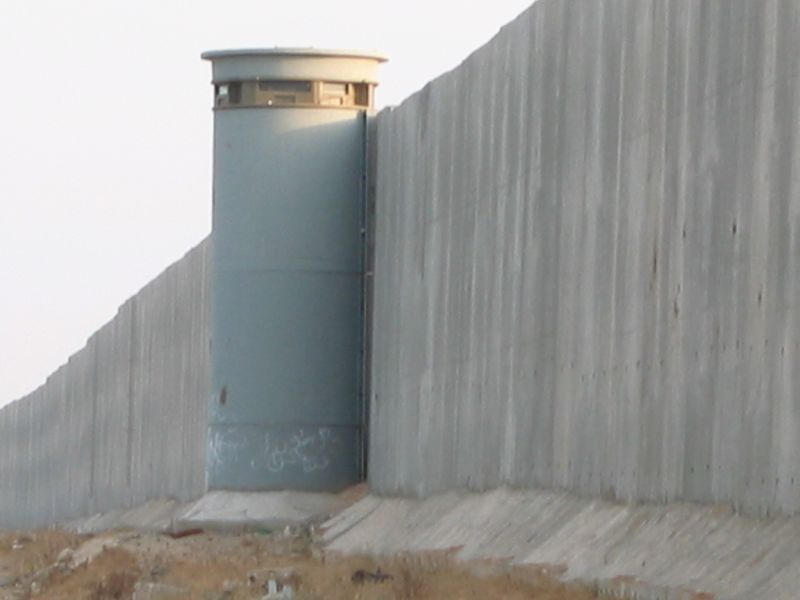
Bezpečnostní bariéra

Tábor tvořený palestinskými, izraelskými a mezinárodními aktivisty se skládal ze dvou stanů na pozemcích vesnice, které měly být zabrány. Stálá přítomnost aktivistů vydržela čtyři měsíce. Během nich se stal tábor střediskem šíření informací a základem pro rozhodování na principech přímé demokracie. V táboře se plánovalo a připravovalo několik přímých akcí proti bezpečnostní bariéře, jako například 28. července 2003 přímá akce ve vesnici Anin. Při této akci se palestinským Arabům, Izraelcům a mezinárodním aktivistům podařilo přimět otevřít bránu ve zdi přesto, že byli napadeni izraelskou armádou.
Později, v srpnu 2003, když byla zeď kolem Mas'ha téměř dokončená, se tábor přesunul k domu, který očekávala demolice. Následovaly dva dny blokování buldozerů a hromadného zatýkání. Dům byl zbourán a tábor ukončen, ale duch odporu žil dál.
V roce 2004 začala proti zdi bojovat vesnice Burdus a Anarchisté proti zdi se připojili k jejím každodenním demonstracím. Díky své vytrvalosti v mobilizaci komunity, boji a lidovém odporu byla vesnice schopna dosáhnout významných vítězství. Vedle obracení se na izraelské soudy to byl především lidový odpor, díky němuž se vesnici podařilo odklonit trasu zdi téměř úplně mimo svou půdu. Úspěch z Burdus inspiroval mnoho dalších vesnic k budování lidového odporu. Během roku se téměř každá vesnice, které se stavba zdi dotkla, postavila proti. Anarchisté proti zdi se přidali ke každé vesnici, která je vyzvala ke spolupráci. Nejvíce akcí Anarchistů proti zdi je soustředěno kolem vesnice Bil'in severozápadně od Ramalláhu.